# حنان محمد الكواري
حنان محمد الكواري هي مسؤولة قطرية في إدارة الرعاية الصحية. في عام 2015، ظهرت في المرتبة الـ20 في قائمة CEO Middle East لأقوى 100 امرأة عربية. شغلت منصب وزيرة الصحة العامة في قطر من يناير 2016 حتى نوفمبر 2024، وتشغل عضوية عدة مجالس طبية في قطر والولايات المتحدة.

## الحياة المبكرة والتعليم والمهنة
درست في جامعة برونيل بالمملكة المتحدة، وحصلت على درجة الدكتوراه في إدارة الرعاية الصحية عام 2002.
عملت الكواري مع WHO ورويترز، وكمحررة صحفية مستقلة في الشؤون الصحية.
دخلت مجال إدارة الرعاية الصحية عام 1996 بالانضمام إلى مستشفى النساء التابع لمؤسسة حمد الطبية (HMC).
منذ عام 2007، تشغل منصب المدير الإداري لمؤسسة حمد الطبية.
صنفتها فوربس في المرتبة الثانية ضمن قائمة "أفضل 50 قائدًا في الرعاية الصحية بالشرق الأوسط 2022"، والثامنة ضمن "أقوى 100 سيدة أعمال في العالم العربي" لعام 2023.

### المناصب الحالية
تشغل الكواري حاليًا المناصب التالية:
- رئيسة المجلس الاستشاري الدولي للنظام الأكاديمي الصحي[8]
- رئيسة المجلس الاستشاري الدولي لمعهد حمد لجودة الرعاية الصحية[8]
- نائبة رئيس المجلس الاستشاري المشترك لـوايل كورنيل للطب - قطر[9]
- عضو مجلس الأمناء بجامعة قطر[10]
- عضو مجلس حوكمة مستشفى سدرة للطب[11]
- نائبة رئيس مجلس معهد قطر للطب الدقيق[12]
- عضو مجلس إدارة مؤسسة قطر للعمل الاجتماعي[13]
- عضو مجلس قطر للبحث والتطوير والابتكار التابع لمؤسسة قطر[3]

كوزيرة للصحة العامة في قطر، كانت الكواري مسؤولة عن إدارة برامج القطاعين العام والخاص، وضمان كفاءة مقدمي الخدمات والبرامج الصحية، وتنفيذ الاستراتيجيات الوطنية للصحة. في 2020، ترأست اجتماع اللجنة المشتركة لـ"الصحة في جميع السياسات" بمشاركة 11 جهة حكومية.
في أكتوبر 2018، انتُخبت عضوًا دوليًا في الأكاديمية الوطنية للطب (NAM) بالولايات المتحدة.

## روابط خارجية
- احتفال مؤسسة حمد الطبية بمرور 40 عامًا على خدمة صحة القطريين
- العمل كفريق واحد | مقابلة نسخة محفوظة 2020-03-03 على موقع واي باك مشين.
- الملف الشخصي لها في وايل كورنيل للطب - قطر
- جريدة الخليج - مناقشة اعتماد "المدينة الصحية" في قطر بحلول 2022
- الاستراتيجية الوطنية الثانية للتنمية في قطر 2018-2022 (PDF)
- انضمام وزيرة الصحة العامة إلى الأكاديمية الوطنية للطب